# Obwarzanek

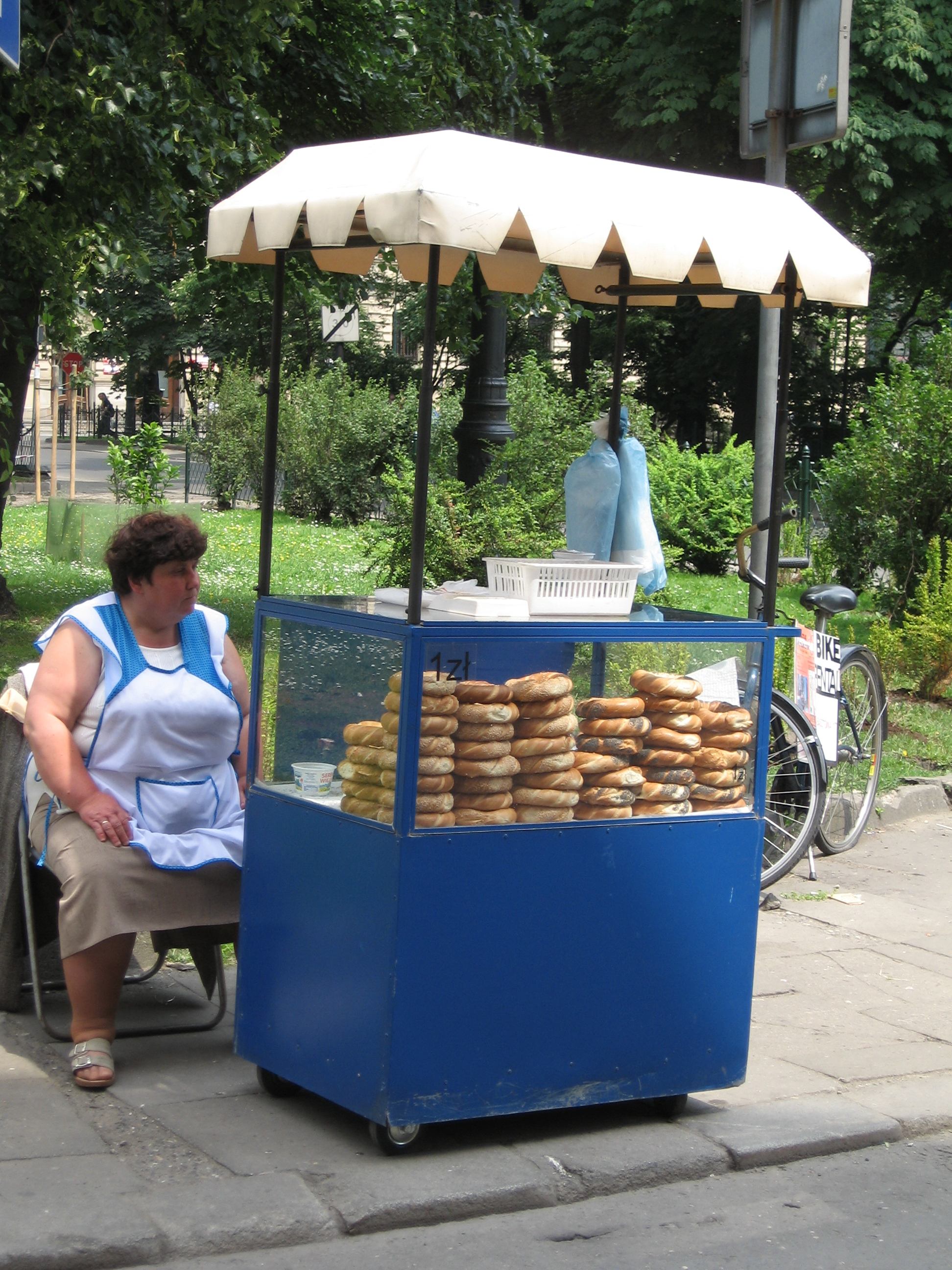
Venditrice ambulante di Obwarzanki nella città di Cracovia

Gli obwarzanek (al plurale obwarzanki) sono ciambelle di pasta di pane tipici della Piccola Polonia (Małopolska) e in particolare della città di Cracovia.
Le prime tracce degli obwarzanek sono state trovate in un monastero di Cracovia e risalgono al 1610.

## Caratteristiche
Gli obwarzanki sono cucinati seguendo una ricetta di antica tradizione, preparati con un rotolo di pasta che viene avvitato su se stesso e foggiato ad anello. Sovente sono cosparsi di semi di papavero o di sesamo.
Gli obwarzanki sono venduti da venditori ambulanti per le strade di Cracovia fin dalle prime ore del mattino.